# Saint-Parthem
Saint-Parthem [sɛ̃ paʁtɛm] est une commune française située dans le département de l'Aveyron en région Occitanie.

## Géographie

### Communes limitrophes
Les communes limitrophes sont  Almont-les-Junies, Conques-en-Rouergue, Flagnac et Saint-Santin.

### Hydrographie

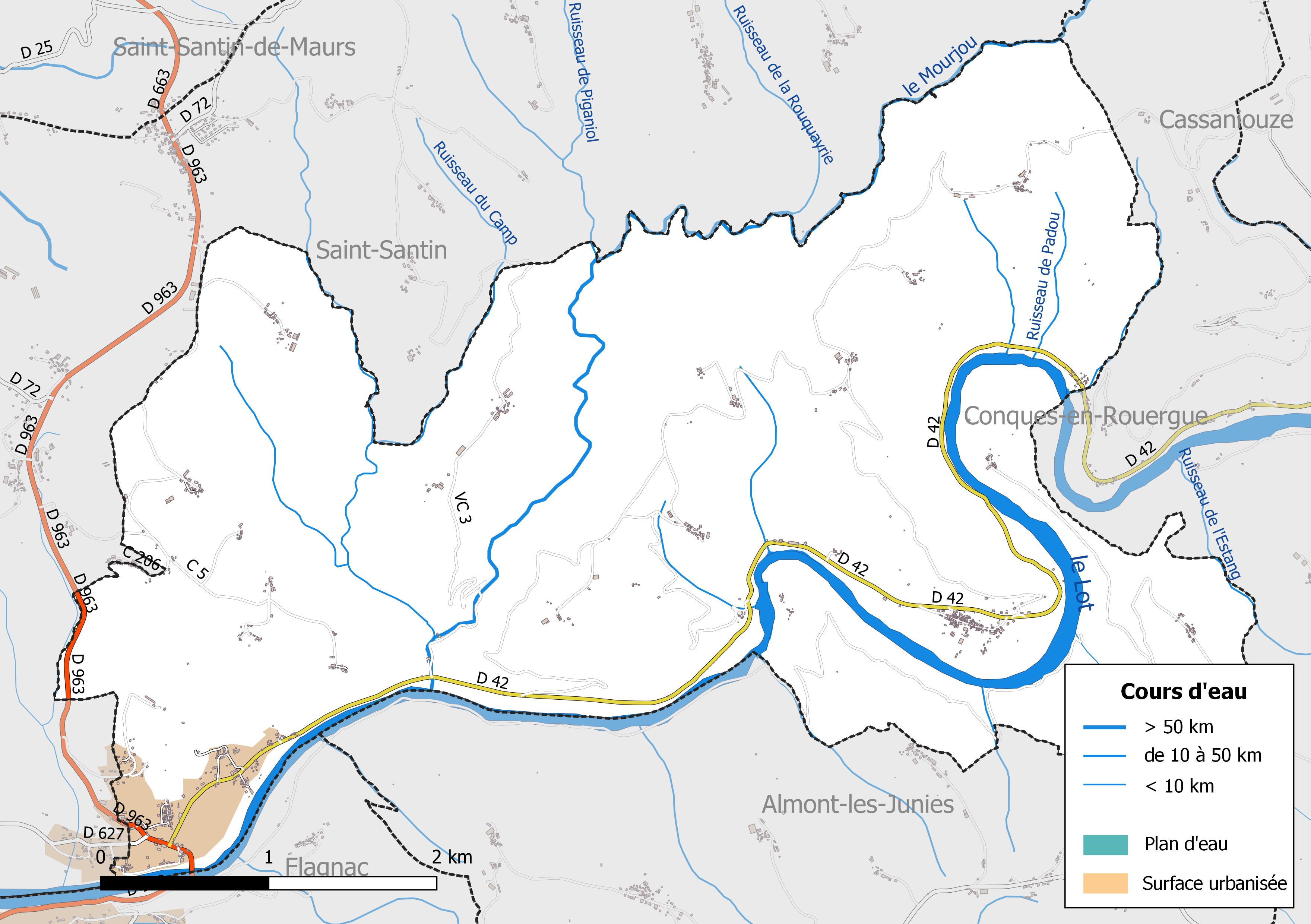
Réseaux hydrographique et routier de Saint-Parthem.

La commune est drainée par le Lot, le Mourjou, le ruisseau de l'Estang, le ruisseau de Padou, le ruisseau du Camp et par divers petits cours d'eau.
Le Lot prend sa source à 1272 m d’altitude sur la montagne du Goulet (nord du Mont Lozère), dans la commune de Cubières (48), et se jette  dans la Garonne à Monheurt (47), après avoir parcouru 484 km et traversé 129 communes.
Le Mourjou, d'une longueur totale de 12,1 km, prend sa source dans la commune de Cassaniouze dans le Cantal et se jette  dans le Lot à Saint-Parthem, après avoir arrosé 5 communes.

### Climat
Pour des articles plus généraux, voir Climat de l'Occitanie et Climat de l'Aveyron.
En 2010, le climat de la commune est de type climat océanique altéré, selon une étude s'appuyant sur une série de données couvrant la période 1971-2000. En 2020, Météo-France publie une typologie des climats de la France métropolitaine dans laquelle la commune est exposée à un climat de montagne et est dans la région climatique Ouest et nord-ouest du Massif Central, caractérisée par une pluviométrie annuelle de 900 à 1 500 mm, maximale en automne et en hiver.
Pour la période 1971-2000, la température annuelle moyenne est de 12,4 °C, avec une amplitude thermique annuelle de 16 °C. Le cumul annuel moyen de précipitations est de 995 mm, avec 11,6 jours de précipitations en janvier et 6,5 jours en juillet. Pour la période 1991-2020, la température moyenne annuelle observée sur la station météorologique la plus proche, située sur la commune de Saint-Constant-Fournoulès à 9 km à vol d'oiseau, est de 12,7 °C et le cumul annuel moyen de précipitations est de 1 058,4 mm,. Pour l'avenir, les paramètres climatiques de la commune estimés pour 2050 selon différents scénarios d'émission de gaz à effet de serre sont consultables sur un site dédié publié par Météo-France en novembre 2022.

### Milieux naturels et biodiversité
L’inventaire des zones naturelles d'intérêt écologique, faunistique et floristique (ZNIEFF) a pour objectif de réaliser une couverture des zones les plus intéressantes sur le plan écologique, essentiellement dans la perspective d’améliorer la connaissance du patrimoine naturel national et de fournir aux différents décideurs un outil d’aide à la prise en compte de l’environnement dans l’aménagement du territoire.
Le territoire communal de Saint-Parthem comprend deux ZNIEFF de type 1,, 
le « Ravin et pentes boisées du cayla » (128,3 ha), couvrant 2 communes du département ;
et la « Rivière Lot (partie Aveyron) » (2 552 ha), couvrant 33 communes dont 30 dans l'Aveyron, 2 dans le Cantal et 1 dans la Lozère
et une ZNIEFF de type 2,, 
la « Vallée du Lot (partie Aveyron) » (19 239 ha), qui s'étend sur 47 communes dont 39 dans l'Aveyron, 5 dans le Cantal, 2 dans le Lot et 1 dans la Lozère.

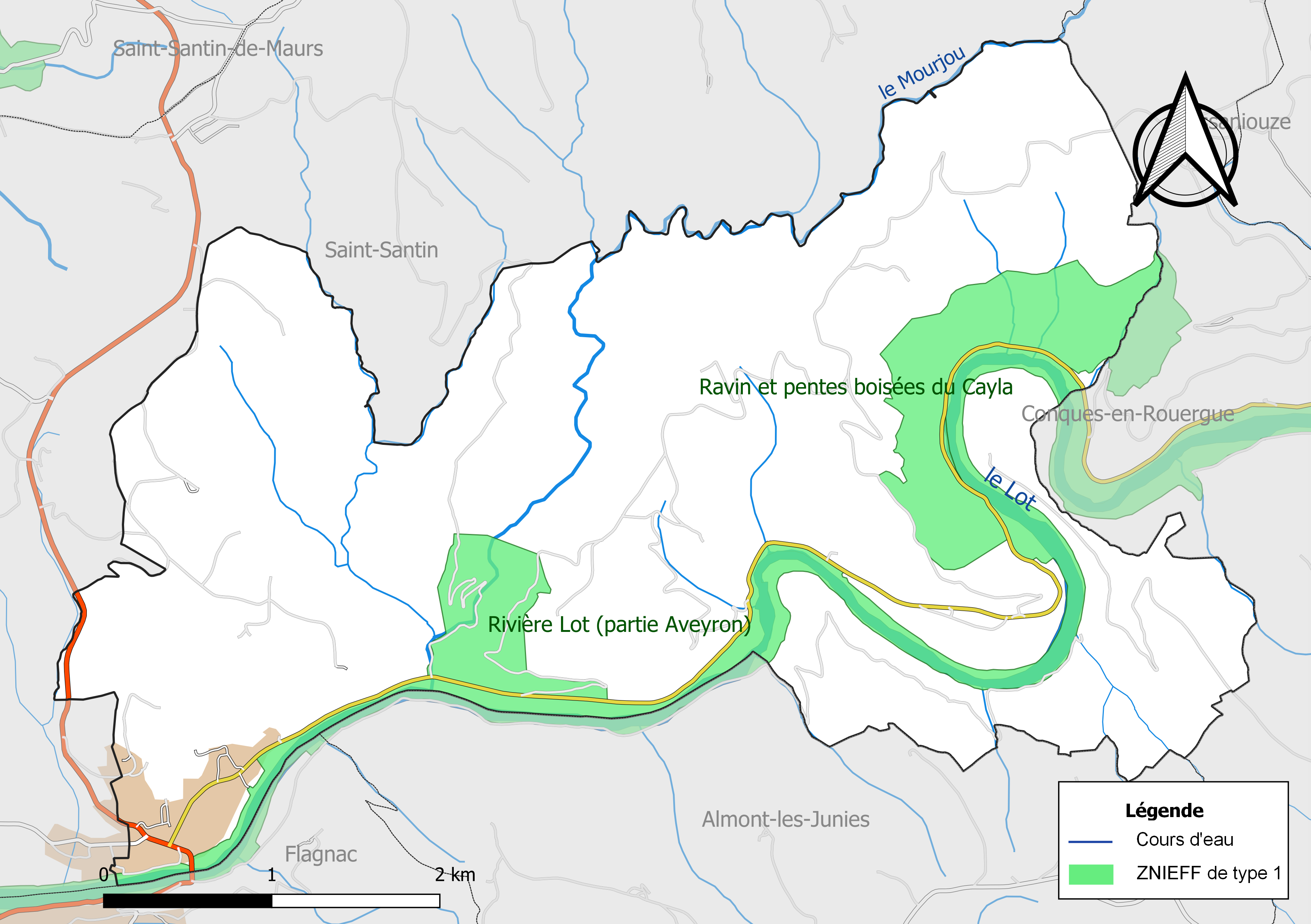
Carte des ZNIEFF de type 1 de la commune.
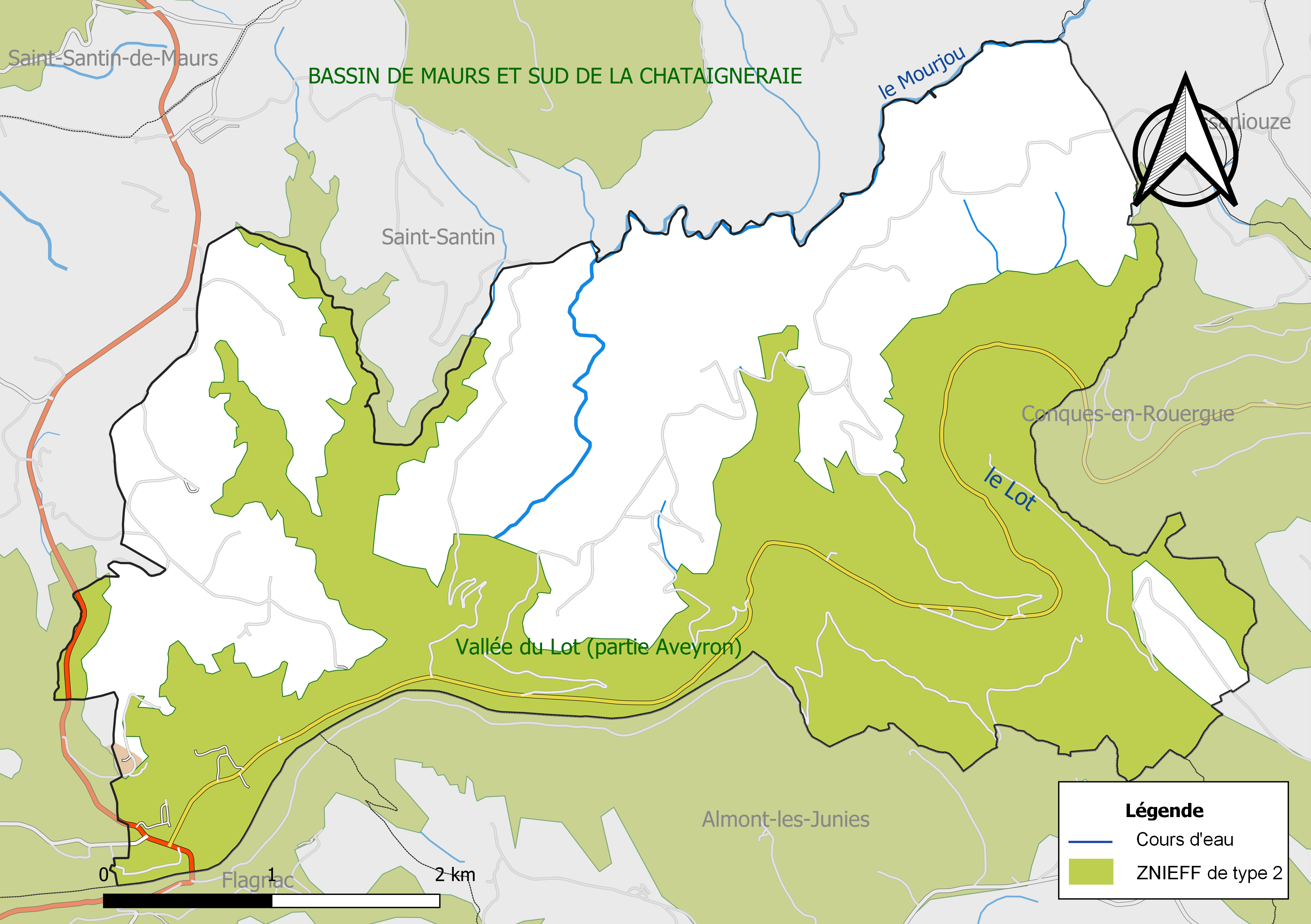
Carte de la ZNIEFF de type 2 de la commune.

## Urbanisme

### Typologie
Au 1er janvier 2024, Saint-Parthem est catégorisée commune rurale à habitat très dispersé, selon la nouvelle grille communale de densité à 7 niveaux définie par l'Insee en 2022.
Elle est située hors unité urbaine. Par ailleurs la commune fait partie de l'aire d'attraction de Decazeville, dont elle est une commune de la couronne,. Cette aire, qui regroupe 12 communes, est catégorisée dans les aires de moins de 50 000 habitants,.

### Occupation des sols

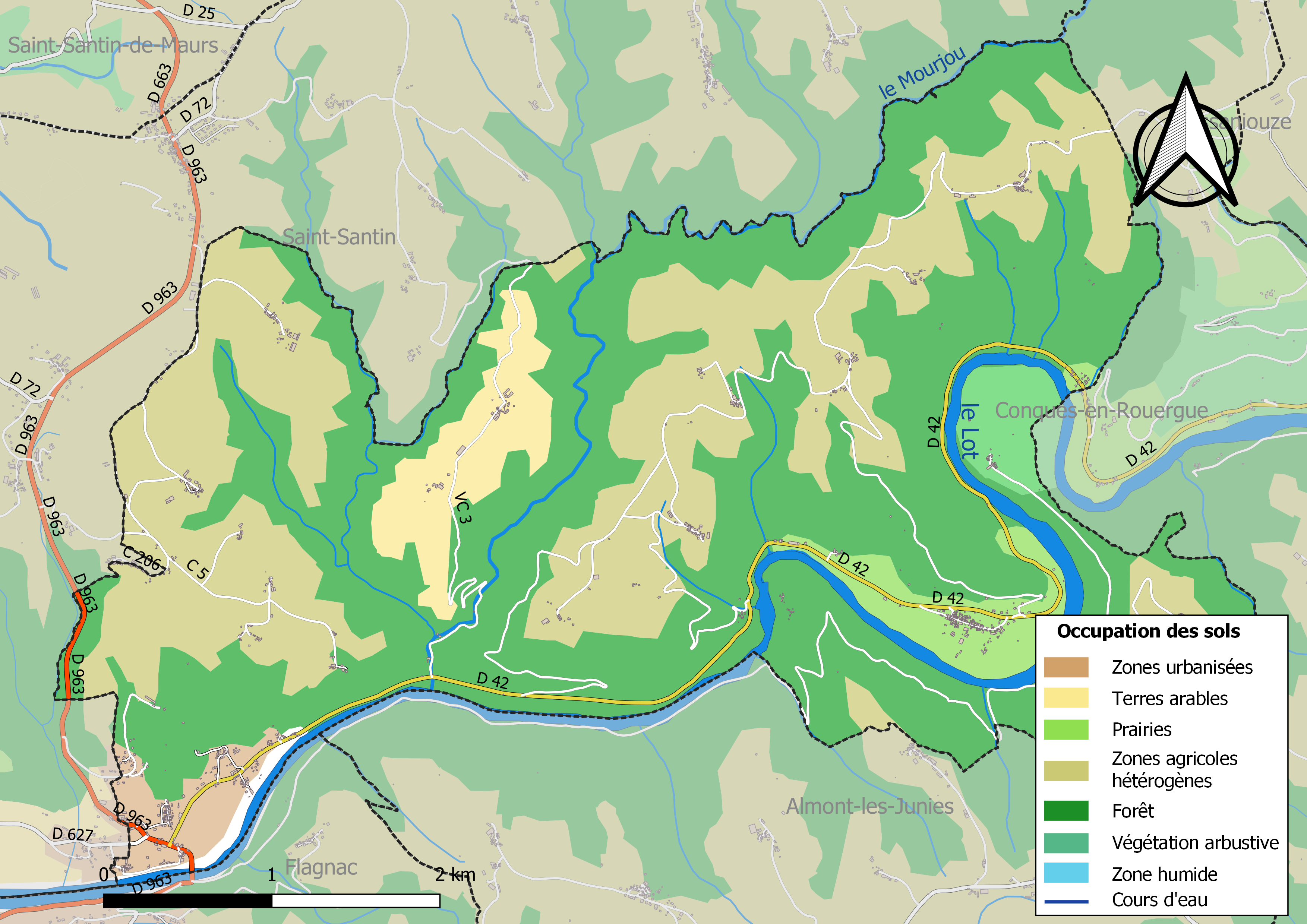
Infrastructures et occupation des sols de la commune de Saint-Parthem.

L'occupation des sols de la commune, telle qu'elle ressort de la base de données européenne d’occupation biophysique des sols Corine Land Cover (CLC), est marquée par l'importance des forêts et milieux semi-naturels (55,7 % en 2018), en diminution par rapport à 1990 (58,3 %). La répartition détaillée en 2018 est la suivante : 
forêts (55,7 %), zones agricoles hétérogènes (31,7 %), prairies (5,5 %), terres arables (4,1 %), zones urbanisées (2,3 %), eaux continentales (0,7 %).

### Planification
La loi SRU du 13 décembre 2000 a incité fortement les communes à se regrouper au sein d’un établissement public, pour déterminer les partis d’aménagement de l’espace au sein d’un SCoT, un document essentiel d’orientation stratégique des politiques publiques à une grande échelle. La commune est dans le territoire du SCoT du Centre Ouest Aveyron  approuvé en février 2020. La structure porteuse est le Pôle d'équilibre territorial et rural Centre Ouest Aveyron, qui associe neuf EPCI, notamment la communauté de communes Decazeville Communauté, dont la commune est membre.
La commune disposait en 2017 d'un plan local d'urbanisme en révision. Le zonage réglementaire et le règlement associé peuvent être consultés sur le Géoportail de l'urbanisme.

### Risques majeurs
Le territoire de la commune de Saint-Parthem est vulnérable à différents aléas naturels : inondations, climatiques (hiver exceptionnel ou canicule), feux de forêts et séisme (sismicité très faible).
Il est également exposé à deux risques technologiques, le transport de matières dangereuses et la rupture d'un barrage, et à un risque particulier, le risque radon,.

#### Risques naturels

Zones inondables de la commune de Saint-Parthem.

Certaines parties du territoire communal sont susceptibles d’être affectées par le risque d’inondation par débordement du Lot. Les dernières grandes crues historiques, ayant touché plusieurs parties du département, remontent aux 3 et 4 décembre 2003 (dans les bassins du Lot, de l'Aveyron, du Viaur et du Tarn) et au 28 novembre 2014 (bassins de la Sorgues et du Dourdou). Ce risque est pris en compte dans l'aménagement du territoire de la commune par le biais du Plan de prévention du risque inondation (PPRI) Lot aval, approuvé le 14 décembre 2006.
Le Plan départemental de protection des forêts contre les incendies découpe le département de l’Aveyron en sept « bassins de risque » et définit une sensibilité des communes à l’aléa feux de forêt (de faible à très forte). La commune est classée en sensibilité moyenne.
Les mouvements de terrains susceptibles de se produire sur la commune sont liés au retrait-gonflement des argiles, conséquence d'un changement d'humidité des sols argileux. Les argiles sont capables de fixer l'eau disponible mais aussi de la perdre en se rétractant en cas de sécheresse. Ce phénomène peut provoquer des dégâts très importants sur les constructions (fissures, déformations des ouvertures) pouvant rendre inhabitables certains locaux. La carte de zonage de cet aléa peut être consultée sur le site de l'observatoire national des risques naturels Georisques

#### Risques technologiques
Le risque de transport de matières dangereuses sur la commune est lié à sa traversée par une route à fort trafic. Un accident se produisant sur une telle infrastructure est en effet susceptible d’avoir des effets graves au bâti ou aux personnes jusqu’à 350 m, selon la nature du matériau transporté. Des dispositions d’urbanisme peuvent être préconisées en conséquence.
Dans le département de l'Aveyron on dénombre huit grands barrages susceptibles d’occasionner des dégâts en cas de rupture. La commune fait partie des 64 communes susceptibles d’être touchées par l’onde de submersion consécutive à la rupture d’un de ces barrages.

#### Risque particulier
Dans plusieurs parties du territoire national, le radon, accumulé dans certains logements ou autres locaux, peut constituer une source significative d’exposition de la population aux rayonnements ionisants. Toutes les communes du département sont concernées par le risque radon à un niveau plus ou moins élevé. Selon le dossier départemental des risques majeurs du département établi en 2013, la commune de Saint-Parthem est classée à risque faible. Un décret du 4 juin 2018 a modifié la terminologie du zonage définie dans le code de la santé publique et a été complété par un arrêté du 27 juin 2018 portant délimitation des zones à potentiel radon du territoire français. La commune est désormais en zone 1, à savoir zone à potentiel radon faible.

## Politique et administration

### Découpage territorial
La commune de Saint-Parthem est membre de la communauté de communes Decazeville Communauté, un établissement public de coopération intercommunale (EPCI) à fiscalité propre créé le 1er janvier 2017 dont le siège est à Decazeville. Ce dernier est par ailleurs membre d'autres groupements intercommunaux.
Sur le plan administratif, elle est rattachée à l'arrondissement de Villefranche-de-Rouergue, au département de l'Aveyron et à la région Occitanie. Sur le plan électoral, elle dépend du  canton de Lot et Dourdou pour l'élection des conseillers départementaux, depuis le redécoupage cantonal de 2014 entré en vigueur en 2015, et de la deuxième circonscription de l'Aveyron  pour les élections législatives, depuis le dernier découpage électoral de 2010.

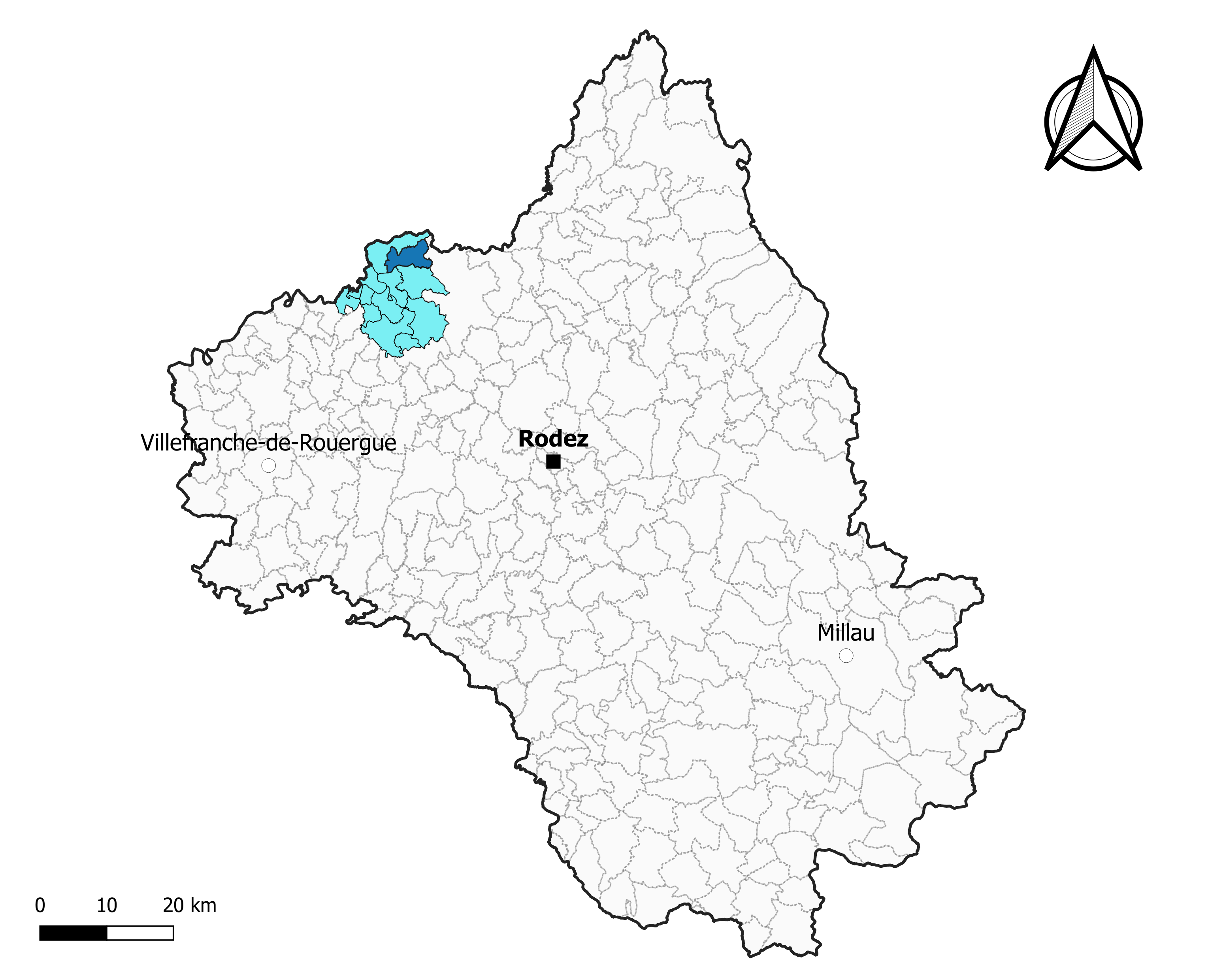
Saint-Parthem dans l'intercommunalité en 2020.
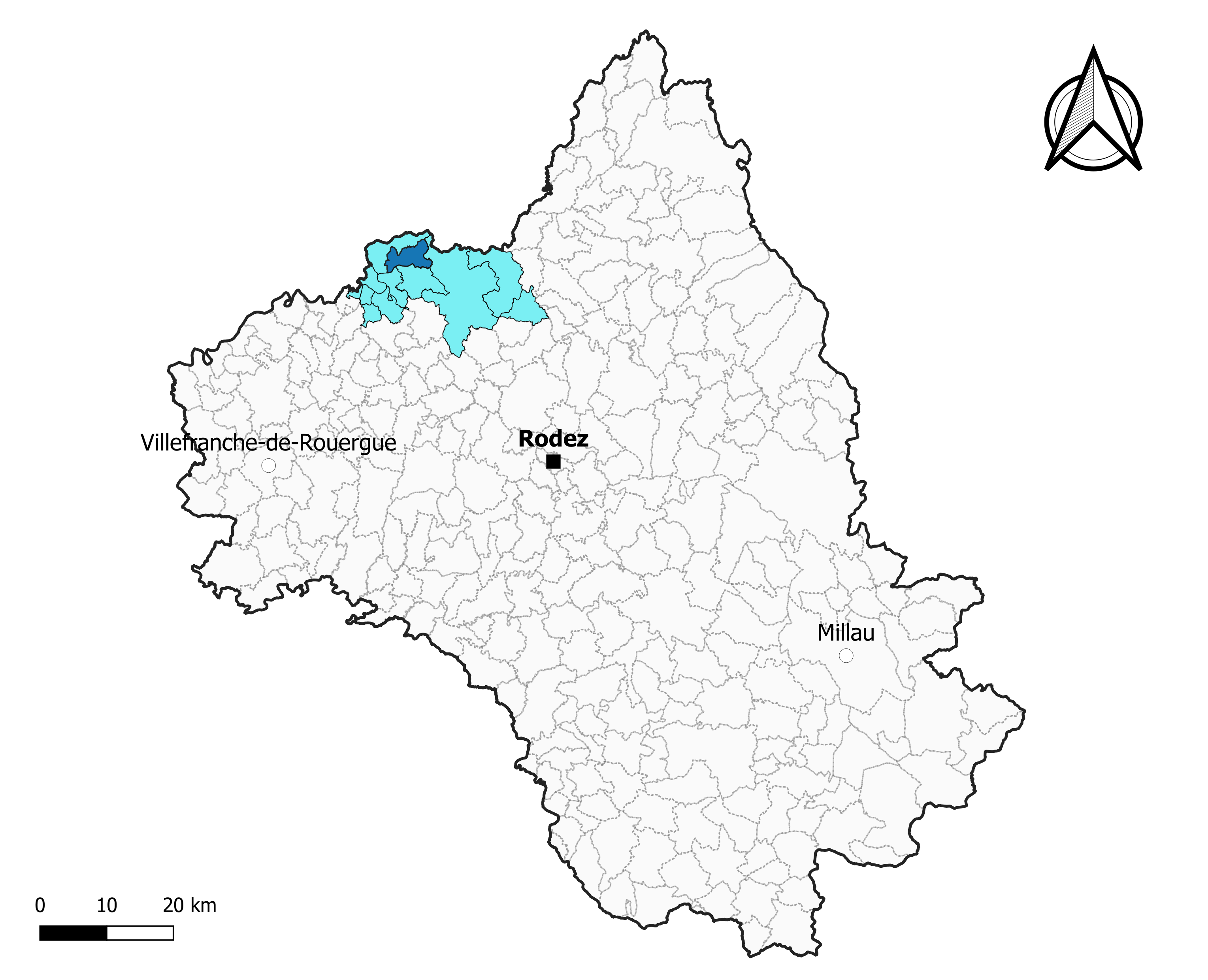
Saint-Parthem dans le canton de Lot et Dourdou en 2020.
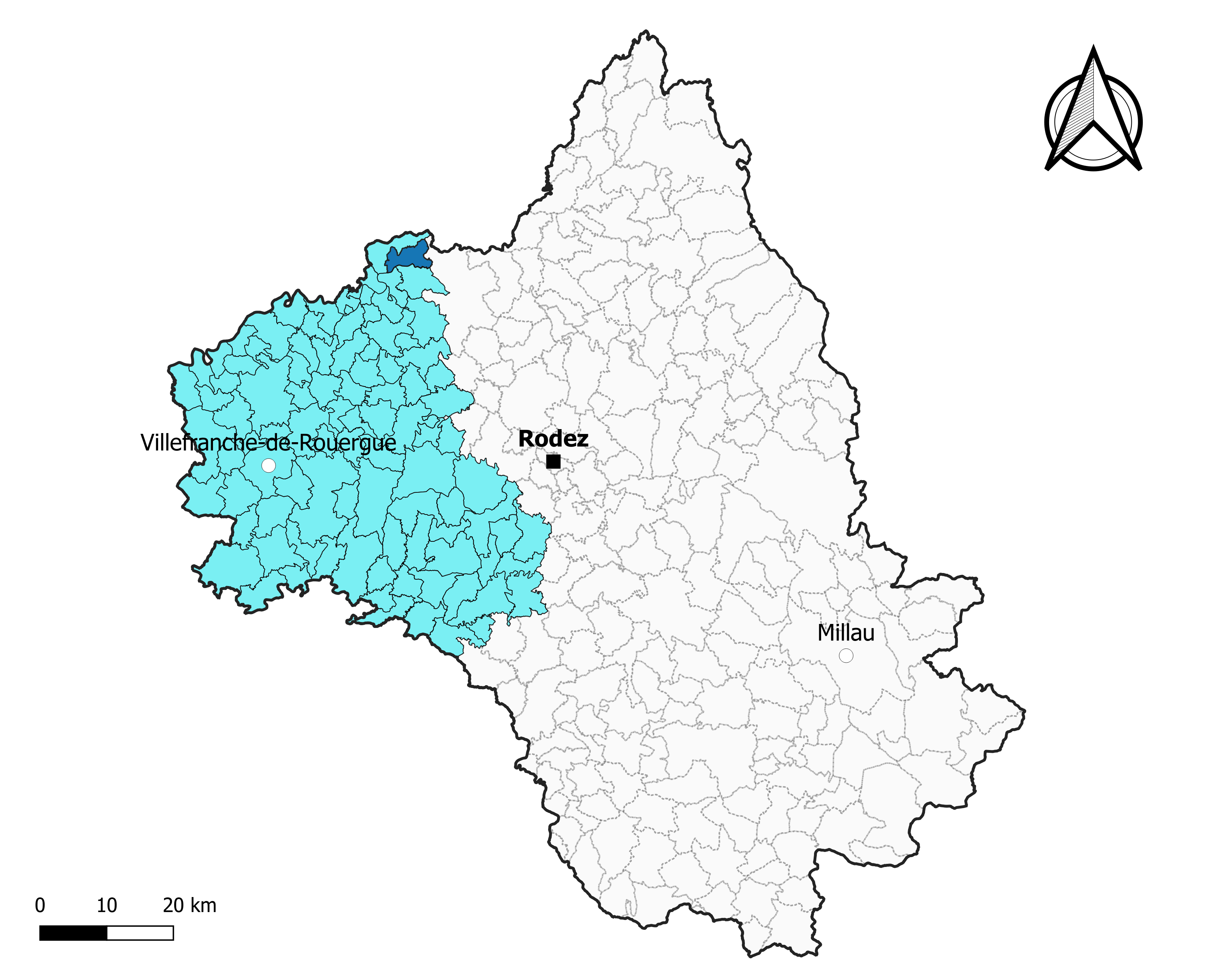
Saint-Parthem dans l'arrondissement de Villefranche-de-Rouergue en 2020.

### Élections municipales et communautaires

#### Élections de 2020
Le conseil municipal de Saint-Parthem, commune de moins de 1 000 habitants, est élu au scrutin majoritaire plurinominal à deux tours avec candidatures isolées ou groupées et possibilité de panachage. Compte tenu de la population communale, le nombre de sièges à pourvoir lors des élections municipales de 2020 est de 11. La totalité des onze candidats en lice est élue dès le premier tour, le 15 mars 2020, avec un taux de participation de 55,01 %.
Jean-Michel Reynes, maire sortant, est réélu pour un nouveau mandat le 25 mai 2020.
Dans les communes de moins de 1 000 habitants, les conseillers communautaires sont désignés parmi les conseillers municipaux élus en suivant l’ordre du tableau (maire, adjoints puis conseillers municipaux) et dans la limite du nombre de sièges attribués à la commune au sein du conseil communautaire. Un siège est attribué à la commune au sein de la communauté de communes Decazeville Communauté.

#### Liste des maires
| Période                                  | Période  | Identité            | Étiquette | Qualité                       |
| ---------------------------------------- | -------- | ------------------- | --------- | ----------------------------- |
| Les données manquantes sont à compléter. |          |                     |           |                               |
| 2001                                     | 2008     | Raymond Molenat     |           |                               |
| mars 2008                                | En cours | Jean-Michel Reynes, |           | Ancien agriculteur exploitant |

## Démographie
L'évolution du nombre d'habitants est connue à travers les recensements de la population effectués dans la commune depuis 1793. Pour les communes de moins de 10 000 habitants, une enquête de recensement portant sur toute la population est réalisée tous les cinq ans, les populations de référence des années intermédiaires étant quant à elles estimées par interpolation ou extrapolation. Pour la commune, le premier recensement exhaustif entrant dans le cadre du nouveau dispositif a été réalisé en 2004.

En 2022, la commune comptait 406 habitants, en évolution de −0,49 % par rapport à 2016 (Aveyron : +0,37 %, France hors Mayotte : +2,11 %).
| 1793 | 1800 | 1806 | 1821 | 1831  | 1836  | 1841  | 1846  | 1851  |
| ---- | ---- | ---- | ---- | ----- | ----- | ----- | ----- | ----- |
| 568  | 512  | 920  | 961  | 1 052 | 1 224 | 1 170 | 1 220 | 1 126 |

| 1856  | 1861  | 1866  | 1872  | 1876  | 1881  | 1886  | 1891  | 1896  |
| ----- | ----- | ----- | ----- | ----- | ----- | ----- | ----- | ----- |
| 1 182 | 1 166 | 1 228 | 1 245 | 1 240 | 1 216 | 1 162 | 1 069 | 1 029 |

| 1901 | 1906 | 1911 | 1921 | 1926 | 1931 | 1936 | 1946 | 1954 |
| ---- | ---- | ---- | ---- | ---- | ---- | ---- | ---- | ---- |
| 953  | 957  | 933  | 835  | 806  | 759  | 747  | 707  | 634  |

| 1962 | 1968 | 1975 | 1982 | 1990 | 1999 | 2004 | 2006 | 2009 |
| ---- | ---- | ---- | ---- | ---- | ---- | ---- | ---- | ---- |
| 621  | 569  | 540  | 515  | 466  | 445  | 454  | 444  | 401  |

| 2014 | 2019 | 2022 | - | - | - | - | - | - |
| ---- | ---- | ---- | - | - | - | - | - | - |
| 408  | 403  | 406  | - | - | - | - | - | - |

## Économie

### Revenus
En 2018  (données Insee publiées en septembre 2021), la commune compte 179 ménages fiscaux, regroupant 382 personnes. La médiane du revenu disponible par unité de consommation est de 19 780 € (20 640 € dans le département).

### Emploi
| Division       | 2008  | 2013  | 2018  |
| -------------- | ----- | ----- | ----- |
| Commune        | 6,7 % | 8,8 % | 4,8 % |
| Département    | 5,4 % | 7,1 % | 7,1 % |
| France entière | 8,3 % | 10 %  | 10 %  |

En 2018, la population âgée de 15 à 64 ans s'élève à 232 personnes, parmi lesquelles on compte 71 % d'actifs (66,2 % ayant un emploi et 4,8 % de chômeurs) et 29 % d'inactifs,. En  2018, le taux de chômage communal (au sens du recensement) des 15-64 ans est inférieur à celui de la France et département, alors qu'en 2008 il était supérieur à celui du département et inférieur à celui de la France.
La commune fait partie de la couronne de l'aire d'attraction de Decazeville, du fait qu'au moins 15 % des actifs travaillent dans le pôle,. Elle compte 62 emplois en 2018, contre 67 en 2013 et 58 en 2008. Le nombre d'actifs ayant un emploi résidant dans la commune est de 157, soit un indicateur de concentration d'emploi de 39,8 % et un taux d'activité parmi les 15 ans ou plus de 48 %.
Sur ces 157 actifs de 15 ans ou plus ayant un emploi, 38 travaillent dans la commune, soit 24 % des habitants. Pour se rendre au travail, 81,4 % des habitants utilisent un véhicule personnel ou de fonction à quatre roues, 1,9 % les transports en commun, 5,7 % s'y rendent en deux-roues, à vélo ou à pied et 10,9 % n'ont pas besoin de transport (travail au domicile).

### Activités hors agriculture
32 établissements sont implantés  à Saint-Parthem au 31 décembre 2019. Le tableau ci-dessous en détaille le nombre par secteur d'activité et compare les ratios avec ceux du département,.
| Secteur d'activité                                                                                        | Commune | Commune | Département |
| Secteur d'activité                                                                                        | Nombre  | %       | %           |
| --- | ------- | ------- | ----------- |
| Ensemble                                                                                                  | 32      |         |             |
| Industrie manufacturière, industries extractives et autres                                                | 7       | 21,9 %  | (17,7 %)    |
| Construction                                                                                              | 2       | 6,3 %   | (13 %)      |
| Commerce de gros et de détail, transports, hébergement et restauration                                    | 11      | 34,4 %  | (27,5 %)    |
| Activités financières et d'assurance                                                                      | 1       | 3,1 %   | (3,4 %)     |
| Activités spécialisées, scientifiques et techniques et activités de services administratifs et de soutien | 6       | 18,8 %  | (12,4 %)    |
| Administration publique, enseignement, santé humaine et action sociale                                    | 4       | 12,5 %  | (12,7 %)    |
| Autres activités de services                                                                              | 1       | 3,1 %   | (7,8 %)     |

Le secteur du commerce de gros et de détail, des transports, de l'hébergement et de la restauration est prépondérant sur la commune puisqu'il représente 34,4 % du nombre total d'établissements de la commune (11 sur les 32 entreprises implantées  à Saint-Parthem), contre 27,5 % au niveau départemental.

### Agriculture
La commune est dans la « Viadène et vallée du Lot », une petite région agricole occupant le nord-ouest du département de l'Aveyron. En 2020, l'orientation technico-économique de l'agriculture  sur la commune est la polyculture et/ou le polyélevage.
|               | 1988 | 2000 | 2010 | 2020 |
| ------------- | ---- | ---- | ---- | ---- |
| Exploitations | 54   | 35   | 24   | 20   |
| SAU (ha)      | 757  | 757  | 635  | 608  |

Le nombre d'exploitations agricoles en activité et ayant leur siège dans la commune est passé de 54 lors du recensement agricole de 1988  à 35 en 2000 puis à 24 en 2010 et enfin à 20 en 2020, soit une baisse de 63 % en 32 ans. Le même mouvement est observé à l'échelle du département qui a perdu pendant cette période 51 % de ses exploitations,. La surface agricole utilisée sur la commune a également diminué, passant de 757 ha en 1988 à 608 ha en 2020. Parallèlement la surface agricole utilisée moyenne par exploitation a augmenté, passant de 14 à 30 ha.

## Culture locale et patrimoine

### Lieux et monuments

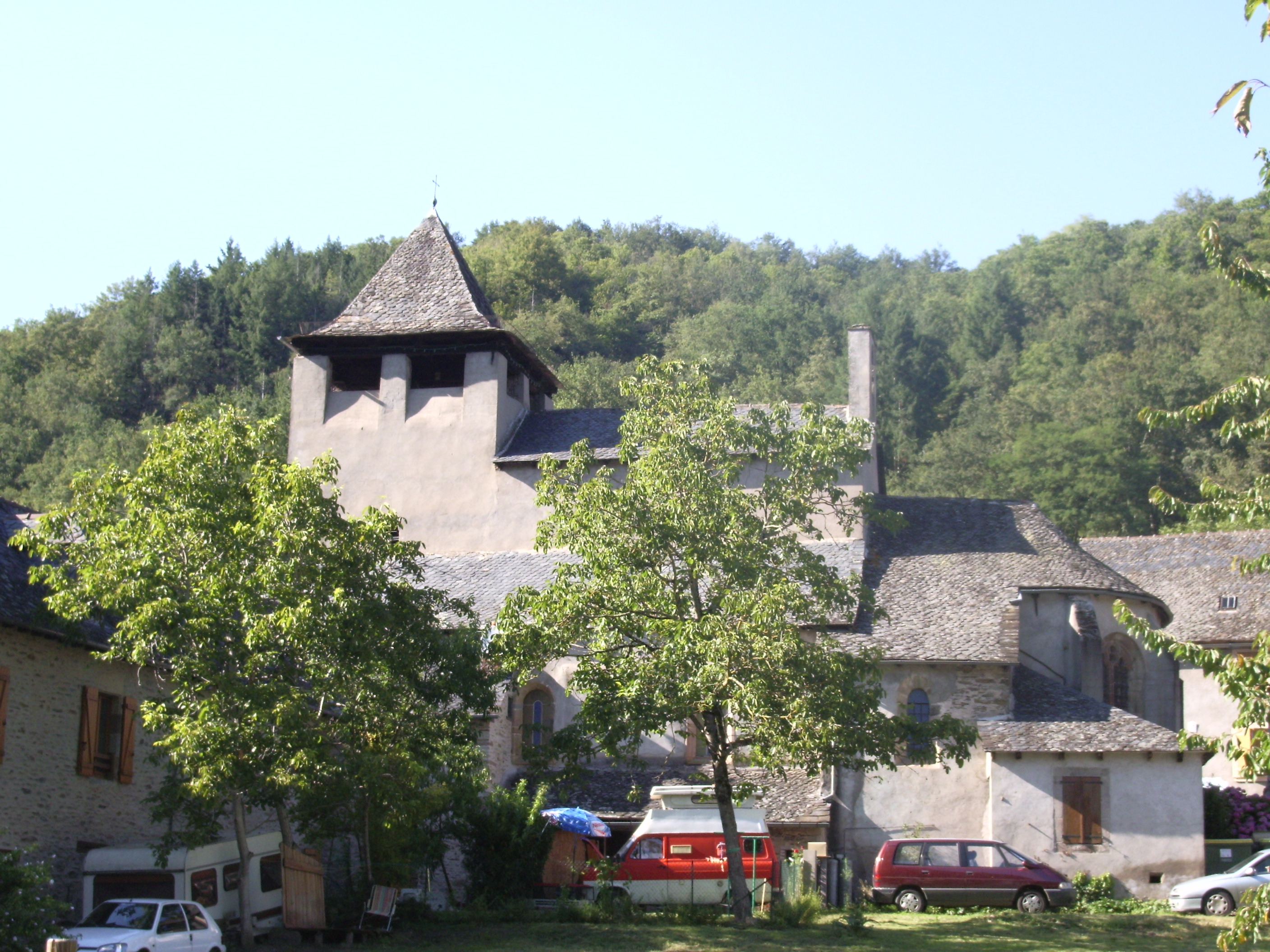
L'église de Saint-Parthem.

- L'église de Saint-Parthem de Saint-Parthem, de style roman, remaniée au cours des siècles, conserve les reliques de Saint-Parthem, évêque de Clermont, mort au IVe siècle. On peut y découvrir une croix de pierre sculptée du XVIe siècle.
- Église Saint-Saturnin de Port d'Agrès.
- Chapelle Notre-Dame du château de Gironde.
- Le château fort de Gironde mentionné au XIe siècle, domine la vallée du Lot au-dessus du village que traverse cette rivière, à proximité du port d'Agrès qui est attesté depuis le VIIIe siècle. Il appartenait depuis le XVe siècle à la Famille cantalienne de Bertrand, dont descend la famille  de Bertrand de Crozefon implantée en Agenais depuis le XVIIe siècle. Le dernier seigneur de Gironde est Anthoine de Bertrand (qui n'est pas le compositeur bien connu Antoine de Bertrand). La chapelle du château de Gironde, lieu de pèlerinage du Rouergue, depuis le Moyen Âge, renferme le tombeau de Bégon II de Bertrand, seigneur de la  Renaissance. Elle contient une nef en bois du XIXe siècle et une série de grandes toiles contemporaines représentant des scènes de la vie de la campagne rouergate. Cette chapelle est encore desservie au XXIe siècle à l'occasion des pèlerinages.
- Le château de Lasmaries ou des Maries, appartenait au XVe siècle à Jean de Séguy, seigneur d'Anglars et de Lasmaries, marié à Marie de Corn de Sonnac, père de Géraud-Aymar, dit Marquès, seigneur de Lasmaries et de Lalaubie. Il reste dans la même famille jusqu'au mariage en 1658 de Gabrielle de Séguy, fille d'Antoine et d'Anne del Salès, avec Pierre V de Flavin, seigneur de Capelle.

### Personnalités liées à la commune
- Jean-Paul Desprat (1947), actuel propriétaire du Château de Gironde. Historien et romancier.